# لوازم قياس المسافة لاسلكيا بالترددات شديدة الارتفاع

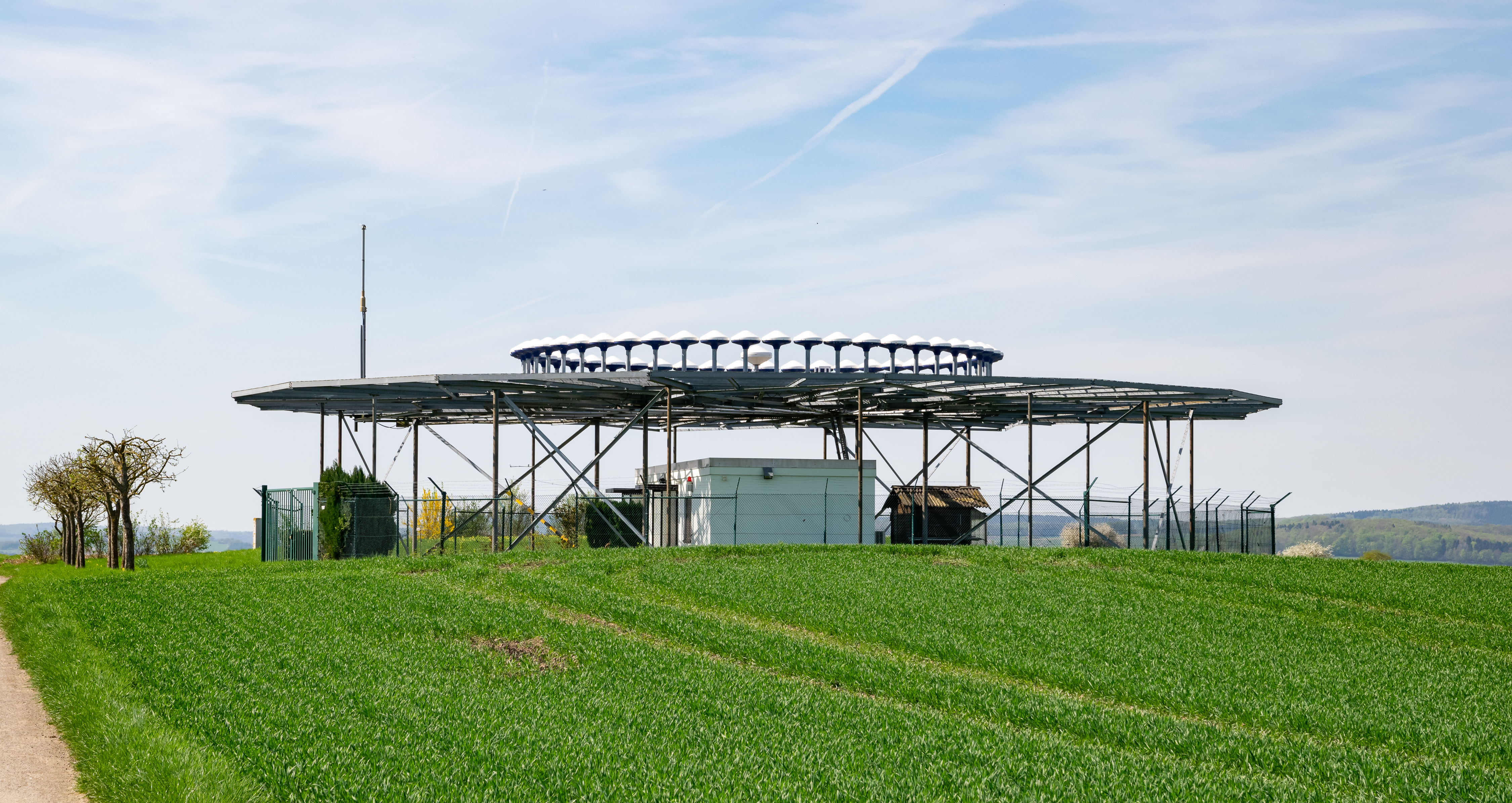
محطة أرضية فيها لوازم قياس المسافة لاسلكياً بالترددات شديدة الارتفاع في ألمانيا.

في الملاحة اللاسلكية، لوازم قياس المسافة لاسلكياً بالترددات شديدة الارتفاع (بالإنجليزية: VHF omnidirectional range / distance-measuring equipment)‏ اختصاراً VOR/DME، هو مُرشِد لاسلكي يقيس المسافات باستعمال نظام الملاحة اللاسلكي غير محدد الاتجاه ذي الترددات شديدة الارتفاع. يساعد استعمال الترددات شديدة الارتفاع غير محددة الاتجاه المستقبلَ لقياس الاتجاه الزاوي، أما لوازم قياس المسافة فتقيس مسافة الانحراف [الإنجليزية] بين المُستقبل والمحطة. يحسب المُستقبِل بعد ذلك الموقع الثابت اعتماداً على القياسين السابقين.
توفَّر نظام الملاحة اللاسلكي غير محدد الاتجاه العامل بالترددات شديدة الارتفاع في ثلاثينيات القرن العشرين، لكنه لم يُستعمل تجارياً حتى مطلع الخمسينيات، وأزيلت العقبات أمام استعماله في الستينيات مع صناعة المُستقبلات الرخيصة المكونة من إلكترونيات الجوامد. أما لوازم قياس المسافة فهي نظام ملاحة مُعدَّل من الأنظمة السائدة في أثناء الحرب العالمية الثانية بدأ تطويره سنة 1946م، وكحال نظام الملاحة، لم يشع استعماله إلا بعد انتشار المُستقبِلات المصنوعة من إلكترونيات الجوامد.
وجَّه مجلس النواب الأمريكي قطاع الطيران المدني والعسكري لوضع معايير موحَّدة للوازم قياس المسافة لاسلكياً بالترددات شديدة الارتفاع في سنة 1948م. ولكن القطاع العسكري طوَّر سراً نظامه الخاص وسماه نظام الملاحة الجوية التكتيكي (TACAN)، ثُمَّ كُشِف عن هذا النظام سنة 1952م، وجهز أول مدرج بهذه اللوازم في السنة نفسها،}} واستمر العمل على تطويره حتى العام 1955م، وأتيح لمشغلي الطيران المدني في السنة التالية تعديل النظام ليناسب حاجتهم فظهر نظام الملاحة اللاسلكي غير محدد الاتجاه ذو الترددات شديدة الارتفاع (VORTAC).

رمز لوازم قياس المسافة لاسلكياً بالترددات شديدة الارتفاع في مخططات الطيران

بدأت منظمة الطيران المدني الدولي في منتصف الستينيات تقعيد نظام الملاحة اللاسلكي الذي يغطِّي مسافات متوسطة تمتد حتى بضعة مئات من الكيلومترات. كان الهدف من ذلك هو استبدال هذا النظام بنظام الملاحة منخفض التردد وأنظمة الملاحة المجاروة التي تستعمل ضمن نطاقات التردد الإقليمية. اقترحت أنظمة متعددة لذلك، منها ما كان يعتمد على قياس مسافة الانحراف وحدها أو الاتجاه الزاوي وحده، ومنها ما كان يعطي الموقع مباشرةً على خرجه.
اعتمدت لوازم قياس المسافة لاسلكياً بالترددات شديدة الارتفاع لتكون المعيار أخيراً بسبب عدد من العوامل، أهمها انخفاض تكلفة تنفيذها وتشغيلها بالإضافة لعدم وجود مشكلة التداخل الثابت الناتجة عن ضربات البرق، والتي تحصل عند الترددات المنخفضة بين 70 و129 كيلوهرتز. بالإضافة لسهولة عمليات القياس ثم رسم النانج على المخططات والخرائط.
أدمجت إدارة الطيران الاتحادية بعد ذلك لوازم قياس المسافة لاسلكياً بالترددات شديدة الارتفاع في منشآتها على هيئة محطات سُميت نظام الملاحة اللاسلكي غير محدد الاتجاه ذو الترددات شديدة الارتفاع. Then, most aviation moved to  GNSS and  GPS satellite navigation, and only use these older systems as a backup.

## هوامش
1. ↑  position fix
2. ↑  static interference